# Хашам, Джо
Джо Хашам (англ. Joe Hasham;  араб. جو هشام‎; род. 4 сентября 1948, Триполи, Ливан) — австралийский и малайзийский актёр и режиссёр.

## Краткая биография
В 1968 году закончил Национальный институт драматического искусства в Австралии. Снялся в ряде телевизионных фильмов, в том числе в мыльной опере «Номер 96» (1972—1974). Выпустил также альбом с записью популярных песен. В 1984 году переехал на жительство в Малайзию. В 1985 году совместно с Фаридой Меричан, ставшей его женой, создал первый в Малайзии постоянный профессиональный театр «Экторс Студио» (Студия актеров), имеющий в настоящее время несколько сценических площадок и Театральную академию. Является художественным директором этого театра.

## Награды
Медаль ордена Австралии «За заслуги в области искусства» (2009).

## Семья
Женат на Фариде Меричан (с 1989 года).